# Lithocarpus cinereus
Lithocarpus cinereus är en bokväxtart som beskrevs av W.Y.Chun och Cheng Chiu Huang. Lithocarpus cinereus ingår i släktet Lithocarpus och familjen bokväxter. Inga underarter finns listade.